# 固体酸化物形燃料電池
固体酸化物形燃料電池（こたいさんかぶつがたねんりょうでんち、英:SOFC、solid oxide fuel cell ）とは、高温の固体電解質を用いた燃料電池である。
逆に水を電気分解するものを固体酸化物形電解セル(SOEC)という。燃料電池と電解セルを両立した可逆形(リバーシブル形)、rSOCの実現を目指す研究も有る。

## 概要
現在知られている燃料電池の形態では最も高温(通常700～1000℃)で稼働し、単独の発電装置としては最も発電効率が良い(45～65％)。
電極、電解質含め発電素子中に液体が存在せず、全て固体で構成される。
電極間のイオン伝導は水素イオンでなく酸化物イオン(O2-)である。
化学反応が高温で行われるため、白金などの高価な触媒が不要である。
高温で稼働し水素以外に一酸化炭素も燃料にできることから脱硫処理は必要であるが簡単な水蒸気改質処理（一酸化炭素の除去が不要で、燃料中に若干の未改質ガスを含む改質）により都市ガスや天然ガスなどを装置内で改質しながら発電に用いることも可能である。また排熱の温度が高いため、排気ガスから直接タービンなどで二次的に発電したり、コジェネーションシステムとして更に熱効率を上げることができる。
発電素子が高温で稼働するという点以外に制約が少ないため、家庭用分散電源、持ち運び用小型発電機、移動電子機器用電源などの新たな用途が見込まれている。

## 原理
1. 空気極（正極）に供給された酸素が電子を受け取り、酸化物イオンになる
2. 電解質(Zr系,Ce系等)中を酸化物イオンが空気極から燃料極へ移動する
3. 燃料極(負極)で水素や一酸化炭素が酸化物イオンと反応し水、二酸化炭素が生成される。この際放出された電子によって発電される[3][4]

## 構成
全てセラミックスで構成されるのが通例である。
- 空気極
  - 電気的には正極となる。(La,Sr)MnO3, La,Sr(Co,Fe)O3等で構成された導電性セラミックスである。
- 燃料極
  - 電気的には負極となる。ニッケルとYSZなどの電解質セラミックスによるサーメットで構成される。
- 電解質
  - 酸化物イオンを透過可能なイオン伝導性セラミックスの膜である。酸化物イオンの透過性が高い安定化ジルコニアやランタン、ガリウムのペロブスカイト酸化物などが用いられる。

原理的には発電部分における改質（ニッケルを含む燃料極における直接内部改質）が可能であるが、吸熱反応による発電部分の極端な温度変化を防ぐために、プレリフォーマー（発電反応による熱や反応後の燃料を燃焼した熱を利用した間接内部改質）を採用するのが一般的である。

## 課題
- 燃料電池は電極のガス反応度がボトルネックになりやすいが、装置全体を加圧下に置くことでガスの反応度をあげ、燃料電池の発電圧が向上するとともに排気ガスの圧力を高くすることで後段のマイクロガスタービンでの発電の効率を上げる工夫が実施されている[5]。
- 原理的に耐久性を高く保ちやすいが、燃料極に炭素や異物などの固体が固着すると性能が下がっていき、やがて稼働できなくなる。
- 1000℃という温度は非常に高温であり、強度や耐久性を確保することが難しい。この問題を解決するため稼働温度を下げるための技術開発が行われている。
- 600℃未満まで稼働温度を下げると燃料改質が行えなくなるため、この温度以下に稼働温度を下げる場合には特別な工夫が必要になる。[2]
- SOFC を運転するには必要な温度にまで昇温させる必要がある。その際、時間をかけずに急速に昇温・停止させることができれば、使用上効率的である。一方、急速な昇温・停止は大きな熱ひずみを発生させるため、セラミック構造体を破損させてしまう場合がある。そのため、急速起動・停止運転を可能にすることが、SOFC の大きな技術課題となっている[2]。
- 発電素子を小型化することで性能が向上することが知られているため、実際の発電装置は小さなSOFCセルの集合体になる。セルの性能にばらつきがあるため数千～数万になるセルの安定稼働が難しく、セル同士の品質管理が今後の課題になる[6]。

## 年表
2009年6月11日に日本ガイシ株式会社は独自構造のSOFCを開発し、世界最高レベルの63%の発電効率(LHV)と90%の高い燃料利用率を達成したと発表した。
2011年10月、JX日鉱日石エネルギーが市販機としては世界で初めてSOFC型エネファームを発売した。
2018年5月には、IHIがアンモニアを燃料とした燃料電池システムでの発電を成功させた。都市ガスを燃料にすると二酸化炭素が発生するが、アンモニアの場合は窒素が発生するだけなので環境への影響がさらに低減されることが期待される。